# سرخ‌جامه (گیاه)
سرخ‌جامه (گیاه)(نام علمی: Alectryon tomentosus) نام یک گونه از تیره ناترکیان است.